# Dieter Döpfer
Dieter Döpfer est un musicien et électronicien allemand, fondateur de la marque de synthétiseurs Doepfer à Greifelfing et créateur, en 1995, de la norme de synthétiseurs analogiques modulaires Eurorack, avec le Doepfer A100.
Dieter Döpfer décrit dans un entretien qu'il a ouvert les spécifications d'Eurorack dès le début, qu'il craint que si une entreprise qui crée une norme ne l'ouvre pas et ferme, cela bloque le développement de cette norme.

## Biographie
Il commence ses activités musicales dans des mariages, mais s'aperçoit rapidement que la technique l’intéresse davantage que la musique elle-même et se met à démonter et réparer les instruments électroniques tels que des amplificateurs, des haut-parleurs ou des consoles de mixage autour de lui. Lorsqu'il entend pour la première fois parler de synthétiseurs fabriqués aux États-Unis, utilisés par Emerson, Lake and Palmer, il essaye alors de réunir toutes les informations possibles sur ces nouvelles technologies. Il finit par se fabriquer lui-même un synthétiseur.
Il obtient ensuite un contrat pour Moog Modular System de Gershon Kingsley (Popcorn). Ce système était dans un hôtel de Munich et il apprend alors beaucoup dans son manuel.
Après le service militaire, il décide de faire une carrière en tant qu'indépendant, il crée le PMS (polyphonique Modulsystem). Il construit ensuite le VMS (Voice-Modular-System) en utilisant des puces sonores de Curtis, dont ce dernier accepte de lui confier les ventes en Europe. L'échantillonneur de son du VMS permettait de simuler Fourier, FM et production de formes d'ondes en utilisant le Commodore 64. Ce fut alors le déclin des synthétiseurs analogiques en faveur du numérique.
Il développe alors un clavier maître MIDI avec Christian Asall. Comme dans les années 1990 les synthétiseurs analogiques sont de nouveau appréciés, il crée en 1994 le MS-404, qui devient immédiatement un succès commercial. Il utilise alors les circuits du MS-404 pour faire l'A-100, son premier synthétiseur modulaire. Lors des premières années, 1 à 2 modules sont produits tous les mois.

### Vidéographie
- (en) [vidéo] « I Dream Of Wires (partie 2) », 2013, 102 min